# 齐氏鸟唇螺
齐氏鸟唇螺（學名：Petraeomastus qii）为艾纳螺科鸟唇螺属的动物，是中国的特有物种。本物種的種小名以中國動物學家齊鍾彥來命名。目前本物種的模式標本藏於河北大學博物館（HBUMM06530. 8.VIII.2011. leg. Min Wu, Qin Xu and Prem B. Buhda.）。

## 型態特徵
本物種與其他鸟唇螺属物種的螺壳比較，本物種的壳顶尖出、轴唇倾斜，测量特征亦與其他已知种有区别。

## 分佈
本物種只見於中国甘肃省南部。

## 外部連結
- 維基物種上的相關：齐氏鸟唇螺